# Archibald Thorburn

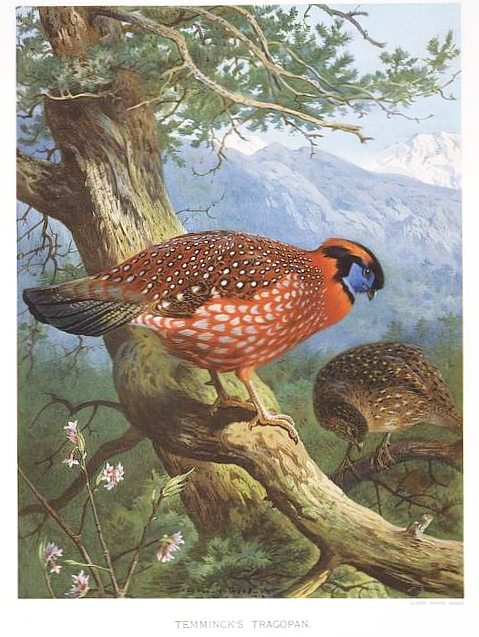
Tragopan temminckii (bażant diamentowy), ilustracja A. Thorburna.

Archibald Thorburn (ur. 31 maja 1860 w Lasswade, zm. 9 października 1935 w Hascombe) – szkocki malarz i ilustrator książek poświęconych historii naturalnej.
Urodził się pod Edynburgiem jako piąty syn malarza miniaturzysty Roberta Thorburna. Studiował w Londynie pod kierunkiem Joseph Wolfa. Malował głównie ptaki, ale też inne zwierzęta i kwiaty. Najchętniej posługiwał się akwarelą. Był autorem ilustracji książek przyrodniczych m.in. The Birds of the British Isles and their eggs Thomasa Cowarda i Coloured Figures of the Birds of the British Isles Thomasa Powysa. Jego uczniami byli Otto Murray Dixon i Philip Rickman. Wystawiał w Royal Academy, kilkakrotnie wykonywał prace na zlecenie królowej Wiktorii.